# 云嫔
雲嬪（19世紀—1855年），名四妞，武佳氏。镶黄旗包衣旗鼓佐领下人。領催五德原配之女，曾祖父和祖父都僅为匠役。清朝咸豐帝妃嬪。

## 生平
道光二十九年九月，「鑲黃旗披甲人五得之女四妞」 被賞給四阿哥為官女子，即格格。道光三十年（1852年）正月，咸豐帝登極，正月二十八日奉旨：「朕側福晉武佳氏晉封為雲貴人」，邸抄有內務府代奏「武德女封雲貴人」之語。武佳氏入侍不到一年，又出身卑微、無生育，側福晉之位可能是咸豐帝登極後尊封的。同年二月初十日，雲貴人挑進官女子二名，二月二十九日，雲貴人位下有官女子二人、嬤嬤一人、媽媽裏二人服侍。
初居鐘粹宮，至貞嬪住鐘粹宮的時候，武佳氏已遷居承乾宮。
咸丰二年三月十五日，咸丰帝将道光帝彤嫔的他坦赏给云贵人。
咸丰二年四月十八日，敬事房太监王瑞传旨：云贵人封为云嫔。翌日，才正式上諭封武佳氏為雲嬪。根据清宫敬事房档案的记载，在咸丰二年六月三日，咸丰帝令常禄传旨，命沈振麟用新宣纸一张画云嫔喜容。同时规定了纸的宽窄尺寸，交如意馆表后呈览。
咸丰三年（1853年）四月十九日，武佳氏正式冊封為云嫔，居承乾宫。
咸豐五年（1855年）正月初四日，雲嬪去世。雲嬪金棺奉移到田村殯宮暫安。同治四年九月二十五日，金棺奉安妃園寢。

## 史载
- 《清史稿·列传一·后妃》记载：云嫔武佳氏，初入侍文宗于皇子邸，咸丰初赐号为云贵人。二年十一月，册封云嫔。五年乙卯正月初四日卒。同治四年九月二十五日奉安。

## 註譯
1. 1 2  清代北京习俗，女儿称妞妞，并依出生次序称“某妞”。四妞可能指第四个女儿，亦或是她的个人名。